# 聖書の貨幣
聖書の貨幣（せいしょのかへい）は、聖書の記事内に於いて用いられている貨幣のことである。
新約聖書時代はギリシアの貨幣制度がイスラエルでも用いられていた。
| 通貨         | 硬貨               | 聖書箇所               | 文語訳   | 口語訳     | 新改訳     | 新共同訳     | 備考                                                                   |
| ------------ | ------------------ | ---------------------- | -------- | ---------- | ---------- | ------------ | ---------------------------------------------------------------------- |
| ドラクマ     | 銀貨               | ルカの福音書15章8節    | 銀貨     | 銀貨       | 銀貨       | ドラクメ     | 1832年以降、ユーロ導入までギリシアの通貨単位として使用された。         |
| ディドラクマ | 2ドラクマ          | マタイの福音書17章24節 | 納金     | 納入金     | 宮の納入金 | 神殿税       |                                                                        |
| スタテル     | 4ドラクマ          | マタイの福音書17章27節 | 銀貨     | 銀貨       | スタテル   | 銀貨         | アルギュリオンとも言う                                                 |
| ミナ         | 100ドラクマ        | ルカの福音書19章13節   | ミナ     | ミナ       | ミナ       | ムナ         |                                                                        |
| タラント     | 60ミナ             | マタイの福音書25章15節 | タラント | タラント   | タラント   | タラントン   |                                                                        |
| レプタ       | 銅貨               | マルコの福音書12章42節 | レプタ   | レプタ     | レプタ     | レプトン     | 新約聖書の中で最小の貨幣                                               |
| コドラント   | 2レプタ            | マタイの福音書5章26節  | 厘       | コドラント | コドラント | クァドランス |                                                                        |
| デナリ       | ドラクマと同価     | マタイの福音書18章27節 | デナリ   | デナリ     | デナリ     | デナリオン   | ローマ帝国の銀貨で、イスラエルで使用されていた一日分の賃金相当の貨幣。 |
| アサリオン   | デナリの16分の一   | マタイの福音書10章29節 | 銭       | アサリオン | アサリオン | アサリオン   | ローマ帝国の小銅貨                                                     |
| ダリク       | ペルシャの金貨     | 歴代誌第一29章7節      | ダリク   | ダリク     | ダリク     | ダリク       | 8.5ｇの金                                                              |
| シェケル     | 4ドラクマ、4デナリ | ヨシュア7章21節        | シケル   | シケル     | シェケル   | シェケル     |                                                                        |